# Алисија Викандер
Алисија Викандер (швед. Alicia Vikander; рођена 3. октобра 1988. у Гетеборгу) шведска је глумица.
Глумачку каријеру започела је наступајући у кратким филмовима и ТВ серијама у родној земљи, а прва улога у играном филму Чистоћа из 2010. донела јој је награду Златна буба. Пажњу интернационалне публике привукла је две године касније наступајући у костимираним драмама Краљевска афера и Ана Карењина, захваљујући којима је била номинована за награде БАФТА и Емпајер за будућу звезду. Године 2014. глумила је енглеску пацифисткињу Веру Бритен у биографском ратном филму Тестамент младости. Током 2015. наступила је у пет филмова, међу којима се истичу шпијунска комедија Шифра У.Н.Ц.Л.Е. Гаја Ричија, научнофантастични трилер Екс махина који је био номинована за Златни глобус и БАФТУ у категорији "Најбоља глумица у споредној улози", и биографска драма Данкиња која јој је донела Оскара, Награду Удружења филмских глумаца и Награду Удружења телевизијских филмских критичара за најбољу споредну глумицу, као и номинације за бројна друга престижна признања укључујући БАФТУ и Златни глобус.

## Филмографија
| Улоге Алисије Викандер |                      |               |                      | |
| Година                 | Српски назив         | Изворни назив | Улога                | Напомена |
| 2007.                  | Тама или истина      |               | Сандра Свенсон       | кратки филм |
| 2007.                  | Киша                 |               | плесачица            | кратки филм |
| 2008.                  | Моје име је љубав    |               | Фредерика            | кратки филм |
| 2009.                  | Сузанина чежња       |               | девојка у стану      | кратки филм |
| 2010.                  | Чистоћа              |               | Катарина             | Награда Златна буба за најбољу глумицу у главној улози |
| 2011.                  | Крунски драгуљи      |               | Фрагансија Фернандез | |
| 2012.                  | Краљевска афера      |               | Каролина Матилда     | |
| 2012.                  | Ана Карењина         |               | Кити                 | номинација - БАФТА за будућу звезду номинација - Награда Емпајер за најбољег новајлију |
| 2013.                  | Хотел                |               | Ерика                | |
| 2013.                  | Тајне петог сталежа  |               | Анке Домшајт-Берг    | |
| 2014.                  | Тестамент младости   |               | Вера Бритен          | номинација - Британска независна филмска награда за најбољу глумицу у главној улози |
| 2014.                  | Усвојени син         |               | Таша                 | |
| 2015.                  | Седми син            |               | Алис Дин             | |
| 2015.                  | Екс махина           |               | Ава                  | номинација - Награда Емпајер за најбољу глумицу номинација - Златни глобус за најбољу споредну глумицу у играном филму номинација - БАФТА за најбољу глумицу у споредној улози номинација - Награда Удружења бостонских филмских критичара за најбољу споредну женску улогу |
| 2015.                  | Шифра У.Н.Ц.Л.Е.     |               | Габи Телер           | |
| 2015.                  | Загорео              |               | Ен Мари              | |
| 2015.                  | Данкиња              |               | Герда Вегенер        | Оскар за најбољу глумицу у споредној улози Награда Удружења филмских глумаца за најбољу глумицу у споредној улози Награда Удружења телевизијских филмских критичара за најбољу глумицу у споредној улози номинација - БАФТА за најбољу глумицу у главној улози номинација - Златни глобус за најбољу главну глумицу у играном филму (драма) номинација - Британска независна филмска награда за најбољу глумицу у главној улози номинација - Награда Сателит за најбољу глумицу у споредној улози номинација - Награда Удружења бостонских филмских критичара за најбољу споредну женску улогу номинација - Награда Удружења интернет филмских критичара за најбољу споредну женску улогу |
| 2016.                  | Светло између океана |               | Изабел Шерборн       | |
| 2016.                  | Џејсон Борн          |               | Хедер Ли             | |
| 2016.                  | Доба лала            |               | Софија               | |
| 2016.                  | Птице попут нас      |               | Хупу                 | |
| 2016.                  | Урањање              |               | Данијела Флајндерс   | |
| 2016.                  | Еуфорија             |               | Инес                 | |
| 2018.                  | Tomb Raider          |               | Лара Крофт           | |
| 2021.                  | Зелени витез         |               | Есел / Госпа         | |